# Discord (software)
Discord is een VoIP-, instant messaging- en digitaal distributieplatform dat is ontworpen voor het creëren van online gemeenschappen. Gebruikers communiceren via spraakoproepen, video-oproepen, media en bestanden in privéchats of als onderdeel van gemeenschappen die servers worden genoemd (de Developer-documentatie beschrijft de servers als guilds). Servers zijn een verzameling van communicatiekanalen van online gemeenschappen die Discord gebruiken hiervoor.
Discord wordt ondersteund op Windows, macOS, Android, iOS, iPadOS, Linux en in webbrowsers.

## Geschiedenis
Discord is uitgebracht op 13 mei 2015. Het idee van Discord kwam van Jason Citron, die OpenFeint had opgericht, een sociaal gamingplatform voor mobiele games. Uiteindelijk verkocht hij OpenFeint aan GREE in 2011 voor $ 104 miljoen, waarmee hij Hammer & Chisel, een game-ontwikkelstudio, in 2012 oprichtte.
Hun oorspronkelijke product was Fates Forever, dat werd uitgebracht in 2014, waarvan Citron verwachtte dat het de eerste MOBA-game op mobiele platforms zou zijn. Hoewel Fates Forever vanwege de lage populariteit niet commercieel succesvol was, merkte Citron op dat zijn team problemen had met het delen van tactische plannen bij het spelen van andere representatieve spellen zoals Final Fantasy XIV en League of Legends om gameplay-concepten uit te werken, met name vanwege de Voice-over-IP-opties die beschikbaar waren: sommige VoIP-opties verlangden dat spelers verschillende IP-adressen deelden om verbinding te maken, terwijl andere diensten zoals Skype of TeamSpeak veel computerbronnen gebruikten en bekend waren om veiligheidsproblemen. Dit zorgde ervoor dat de ontwikkelaars een chatdienst wilden ontwikkelen die veel vriendelijker was en gebruikmaakt van moderne technologie.
In september 2021 waren er ongeveer 350 miljoen geregistreerde gebruikers van de software en 150 miljoen actieve gebruikers. In mei 2021 werd aangekondigd dat Sony en Discord gingen samenwerken om Discord in 2022 beschikbaar te krijgen voor de PlayStation 4 en 5.

## Functies

### Servers
Discord maakt gebruik van guilds (door gebruikers ook wel "servers" genoemd) en kanalen vergelijkbaar met Internet Relay Chat (IRC). Een gebruiker kan een guild aanmaken op Discord, en heeft het beheer over zichtbaarheid en toegang. Vervolgens kunnen een of meer chat- en spraakkanalen worden gestart binnen Discord waarin men met elkaar kan chatten en videobellen. Videobellen en het delen van het scherm werden in 2017 toegevoegd, waarop livestreaming in 2019 volgde.
Discord staat gebruikers ook toe persoonlijke berichten buiten servers te sturen.

### Kanalen
Kanalen kunnen ingesteld worden voor spraakoproepen en streaming of als berichtendienst en het delen van bestanden. De zichtbaarheid en toegang tot bepaalde kanalen kunnen worden aangepast. Tekstkanalen ondersteunen ook opmaakfuncties, zoals cursief en lettergroottes, en het is ook mogelijk om gedeeltes met programmeercode in te voegen.
Discord kwam in augustus 2021 met Threads, een tekstkanaal waarmee men tekst automatisch kan laten verdwijnen na een ingestelde periode. Dit was bedoeld om de communicatie binnen Servers te bevorderen.

### Privéberichten
Met deze functie kunnen gebruikers directe berichten aan elkaar versturen, bestanden delen, voor het livestreamen van het beeldscherm, of om spraakoproepen te starten tussen maximaal 10 personen. Deze functie is vergelijkbaar met een tekstkanaal.

### Videobellen
De functie videobellen en delen van het beeldscherm werd in oktober 2017 toegevoegd. Hiermee is het mogelijk om privéoproepen te starten tussen maximaal 10 personen. Dit werd verhoogd naar 50 tijdens de SARS-CoV-2 pandemie door de toegenomen populariteit met als oorzaak de lockdowns.
De functie werd uitgebreid met het livestreamen van kanalen in servers in augustus 2019. De gebruiker kan kiezen om het gehele scherm te delen of alleen een specifiek programma. Discord gaf aan dat de functie is ontworpen voor kleine groepen en niet wil concurreren met grotere livestreamingdiensten.

### Bots
Op Discord is het ook mogelijk om zogeheten bots toe te voegen. Met deze bots kunnen ontwikkelaars geautomatiseerde functies en opdrachten uitvoeren op een server. De bots zijn breed toepasbaar, zoals voor het modereren van een Discord-server en kleine spelletjes.

## Film
Discord heeft op 16 augustus 2021 een aankondiging gedaan over een korte film die ze gemaakt hebben, getiteld Discord - The Movie. Men vroeg aan meerdere gebruikers van het platform wat Discord voor hun betekent, met als uitkomst een bijna zes minuten durende video op het YouTube-kanaal van Discord. Deze video is na enige tijd op privé gezet en is dus niet meer beschikbaar om te kijken op het officiële YouTube-kanaal.

## Abonnement
In januari 2017 heeft Discord een eigen abonnementsdienst gelanceerd, genaamd Discord Nitro. Er zijn meerdere soorten Nitro: Nitro en Nitro Classic.
In oktober 2022 werd het Discord Nitro Classic-abonnement vervangen door een €2,99 Discord Nitro Basic abonnement, een Discord Nitro Basic abonnement à € 2,99 per maand, dat een subset bevat van de functies van Nitro dat € 9,99 per maand kost.

### Nitro
Nitro Basic is de goedkopere versie van de beëindigde Nitro Classic. De functies zijn hetzelfde gebleven, waaronder het gebruik van emoji's, bewegende avatars, grotere uploads en meer achtergronden.
Discord Nitro is de andere versie van Nitro met onder meer mogelijkheden voor grotere uploads, hd-video, langere berichten, deelname aan meer servers, uitbreiding van achtergronden en het gebruik van meerdere profielen.

## Trivia
- De mascotte van Discord heet Wumpus.
- Clyde is de naam van het Discord-logo.
- De robothamster op een 404-pagina heet Nelly.
- De app/website ging bijna online met de naam Bonfire, voordat het hernoemd werd naar Discord.
- Discord heeft verschillende Easter eggs op het platform geplaatst.[11]